# 呉鎮守府第101特別陸戦隊
呉鎮守府第101特別陸戦隊（くれちんじゅふだいひゃくいちとくべつりくせんたい）は、大日本帝国海軍における特殊部隊のひとつ。指揮官である山岡大二少佐の名を冠して山岡部隊（やまおかぶたい）、また潜水艦を使用した隠密活動が任務であったため、“Submarine”の頭文字からS特攻部隊（S特）と呼称された。

## 概要
1944年初期から館山海軍砲術学校(館砲)で養成が始められた。海軍陸戦隊の中でも特に体力・知力に長け、風貌や体格が白人風という条件を満たす350名を選抜し編成。訓練は、もっぱら夜間に行われた。アメリカ本土の地理や交通に関する知識をはじめ、英語や風習の教育も施され、隊員の服装や食事もアメリカ風だったという。どんな苦難や欠乏にも耐えられるよう隊員には特殊な訓練が課せられた。短い自動小銃をはじめ40kgの荷物を背負い、一日60kmを駆け足で移動する強行軍や、富浦町大房岬の海岸にある100m近い絶壁を素手で登る訓練を行ったといわれている。
なお日本海軍では、山岡部隊のほかにもS特を編成しており、佐世保鎮守府第101特別陸戦隊（山辺部隊）や同第102特別陸戦隊（常盤部隊）などが知られている。

## 作戦計画
当初の計画は、敵陣地に潜水艦で近づき、各隊員が夜間隠密に上陸後、航空機を焼き払ったり司令部へ進入して幹部を殺害し、一挙に戦局を逆転させるものであった。しかし、大戦末期になると米駆逐艦による哨戒網が厳しく、潜水艦航路の安全性が極端に脅かされたため断念された。
1944年12月にはアメリカ西海岸へ上陸し破壊活動を行う作戦も立てられた。目的はロサンゼルス郊外のロッキード、ダグラス等における軍用機工場の破壊活動である。人目の付かないアルグエロ岬にゴムボートで上陸し山中に拠点を構築した後、車を奪いロサンゼルスへ突入する計画だった。また同時に、大統領暗殺の作戦命令を受けたという証言者もいる。作戦に向けた本格的な訓練が行われ、1945年4月ごろには準備も整い発動を待っていたが、沖縄戦が激化したため中止となった。
代わって1945年6月末、マリアナ諸島のB-29爆撃機破壊を目的とした「剣号作戦」が計画された。これは一式陸攻30機にS特隊員を乗せてサイパン島・グアム島に強行着陸し、B-29を壊滅させるというもの。7月には陸軍の空挺部隊300名による共同攻撃と、機銃を増設した銀河72機による直前の地上攻撃も計画に加えられた。さらに8月、広島・長崎への原子爆弾投下後は、陸軍諜報機関の情報から原爆貯蔵庫があるとされたテニアンも攻撃目標に追加されて、大規模な作戦に発展した。山岡部隊は、青森県の三沢基地に移動し作戦準備に入った。しかし同年7月におきた北海道空襲の際に三沢基地も被害をうけ、作戦に使用する一式陸攻の大半が破壊されたため、作戦決行日が8月19-23日に延期された。その後、出撃直前のポツダム宣言受諾により作戦は中止。結局一度も実戦投入されず山岡部隊は解散した。